# 캘리포니아-텍사스 경쟁

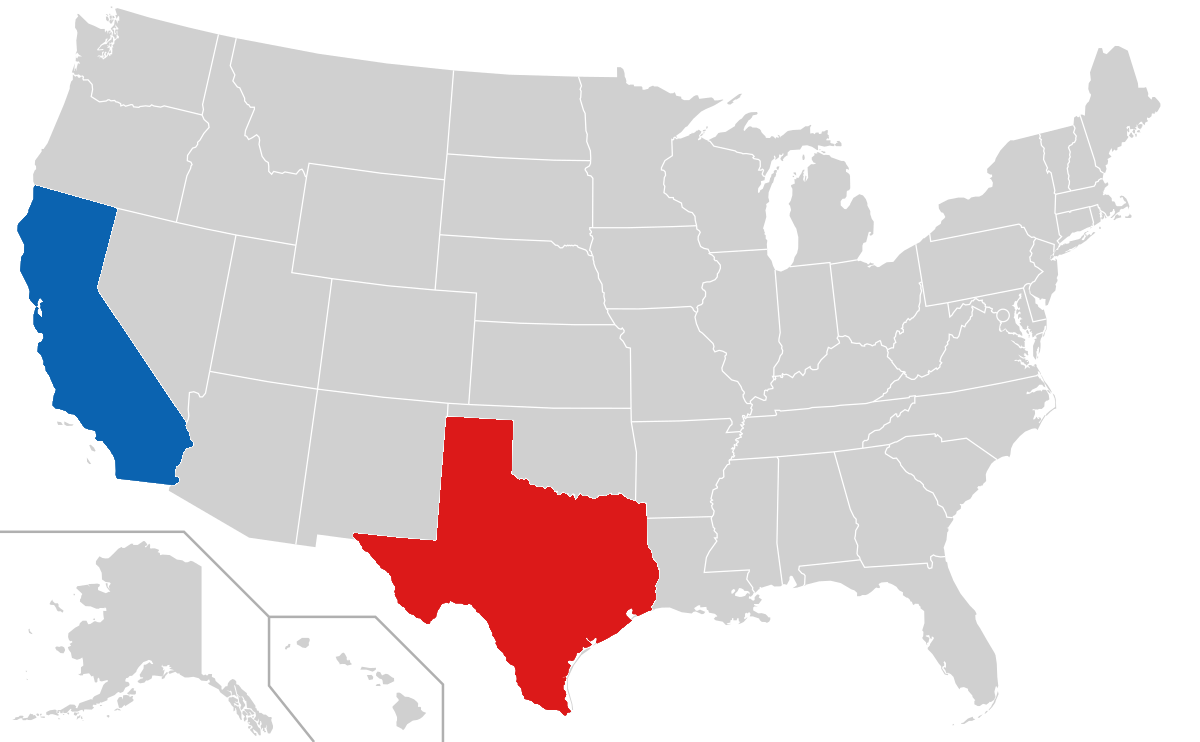
캘리포니아주와
텍사스주를 강조한 미국 지도

캘리포니아-텍사스 라이벌리 (또는 텍사스-캘리포니아 라이벌리)는 캘리포니아주와 텍사스주라는 두 미국의 주 사이의 수사적 라이벌리이다. 캘리포니아주와 텍사스주는 미국에서 인구가 가장 많은 두 주이다. 이들은 미국 본토에서 가장 큰 두 주이며, 두 번째로 큰 경제 규모를 가지고 있으며, 둘 다 상당한 양의 독특한 주 문화를 가지고 있다. 선 벨트에 위치한 두 주의 영토는 한때 멕시코의 일부였으며, 두 주 모두 히스패닉 인구가 39%가 넘는다.
이 주들은 종종 정치적으로 대립하는데, 캘리포니아주는 자유주의적 또는 진보주의적이며 일반적으로 민주당을 지지하는 반면, 텍사스주는 보수적이며 일반적으로 공화당을 지지한다. 텍사스주는 정부 개입과 규제가 거의 없는 것으로 일반적으로 인식되는 반면, 캘리포니아주는 공공 정책에서 주정부가 더 큰 역할을 한다. 또한, 인식된 라이벌리의 일부로 논의되는 예외도 있는데, 텍사스주는 이민과 낙태에 대한 주정부 개입을 늘린 반면, 캘리포니아주는 주정부 개입을 줄였다.

## 정치
캘리포니아주와 텍사스주 사이의 라이벌리가 묘사된 한 분야는 정치이다.
민주당은 2011년부터 캘리포니아주에서 트라이펙타를 유지해 왔으며, 공화당은 2003년부터 텍사스주에서 트라이펙타를 유지해 왔다. 민주당은 1992년부터 모든 선거에서 미국 대통령 선거 캘리포니아주에서 승리했으며, 공화당은 1980년부터 모든 선거에서 미국 대통령 선거 텍사스주에서 승리했다.
캘리포니아주는 메디케이드 확장, 시간당 15달러의 최저 임금, 그리고 기후변화를 줄이기 위한 중요한 조치와 같은 수많은 진보적인 정책을 시행하여 기후 행동의 글로벌 리더로 칭송받고 있다. 한편, 텍사스주는 세금 인하(예: 소득세 금지), 낙태 권리 제한, 총기 권리 보호, 그리고 기업 친화적인 환경 조성과 같은 다양한 보수 정책을 채택했다.
유권자들은 정치 스펙트럼 전반의 정책이 전국적으로 시행될 경우 어떻게 보일지에 대한 예시를 위해 두 주 모두를 주시한다. 많은 기업들이 낮은 세금과 규제, 상당한 세금 인센티브 및 "놀랍도록 저렴한" 주택 가격, 그리고 캘리포니아주의 더 엄격한 코로나19 범유행 대응 때문에 텍사스주로 이전했다. 테슬라와 스페이스X의 최고경영자 일론 머스크는 테슬라의 "기가팩토리"와 글로벌 본사를 텍사스주로 이전했다. 텍사스주는 새로운 사업들을 대체로 환영했지만, 캘리포니아주에서 사회적으로 진보적인 태도가 주로 유입될 것이라는 우려가 주 내에서 어느 정도 반발을 불러일으켰는데, 여기에는 텍사스주 주지사 그레그 애벗 (정치인)이 2018년 재선 캠페인에서 "내 텍사스를 캘리포니아화하지 마라"는 슬로건을 내걸기도 했다. 그러나 2024년 뉴욕 타임스의 업샷 분석에 따르면, 의도적이든 아니든 당파성이 미국의 국내 이주에 강력한 영향을 미친다. 캘리포니아주는 공화당원들을 대거 수출함으로써 이러한 경향에 기여했으며, 다른 어떤 주보다 많은 공화당원들이 캘리포니아주를 떠나 이주한 주들, 특히 텍사스주, 애리조나주, 플로리다주, 네바다주를 더욱 붉게 만들었다.

## 스포츠
문화적 차이로 인해 캘리포니아주 또는 텍사스주의 스포츠 팀들 사이에는 종종 여러 라이벌 관계가 존재한다. 예를 들면 다음과 같다.
- 휴스턴 애스트로스-로스앤젤레스 다저스 라이벌리
- 로스앤젤레스 에인절스-텍사스 레인저스 라이벌리
- 샌프란시스코 포티나이너스-댈러스 카우보이스 라이벌리
- 댈러스 카우보이스-로스앤젤레스 램스 라이벌리
- 로스앤젤레스 레이커스-샌안토니오 스퍼스 라이벌리

## 유사점
라이벌리에도 불구하고, 두 주정부는 많은 공통점을 공유하며, 20세기 말에 이르러서야 비로소 크게 달라지기 시작했다.

## 같이 보기
- 캘리포니아주 대 텍사스주
- 캘리포니아 엑소더스
- 자유주 프로젝트